# Куаи Куаи
Куаи Куаи („Kuai Kuai“) е културно явление в Тайван, което произтича от зърнени закуски, произвеждани от 1968 година. Името на закуските означава „послушни“ или „добре държащи се“. Пакети „Куаи Куаи“ се поставят пред храмовете или се изгарят пред огньове, като дар за боговете или се изгарят ритуално при определени религиозни празници. Повлияни от тази култура много програмисти в Тайван смятат, че това е единствената храна, която човек може да донесе в сървърните помещения и да се помоли софтуерът и хардуерът на тези сървъри да не се разваля. За целта се поставя върху сървърните кутии, в компютърни зали, центрове за интензивни грижи, банкомати, полицейски коли, кабини за билети и сателитни чинии.
Задачата, която производителите „Куаи Куаи“ си поставят, е „да създадат качествен продукт, който кара децата да мечтаят“. В годините тази „мечта“ се наслагва и хора, израснали с тези зърнени закуски, започват да вярват в магическата им сила. Програмистите и технически ИТ специалисти пишат имената си върху опаковките и ги оставят около компютрите и сървърите си като жертвоприношение или с молба кодът им или компютрите им да работят и да не се чупят.

## Етимология
Куаи на китайски е наименование за храна, съставена от ситно нарязани късчета сурово месо или риба, залети със сос от зелен лук или горчица. Куаи като храна е позната още от древни времена в Китай.

## История
Компанията стартира през 1968 година първоначално като производител на фармацевтични продукти. По-късно започва да произвежда и детски храни, като се създават бисквити и зърнени закуски. Името на продукта, Куаи Куаи, е използвано за първи път през 1974 година.
През 2009 година стартира и телевизионна анимационна поредица за Куаи Куаи.
През 2012 година Куаи Куаи получава награда за най-иновативен маркетинг в конкурса за иновации в маркетинга на Yahoo.

## Куаи Куаи песничка
На гърба на опаковките има изписан текст на специално създадена за Куаи Куаи детска песен за послушните деца. Нотите на песента са изписани с цифри (1 – 7).